# Touche

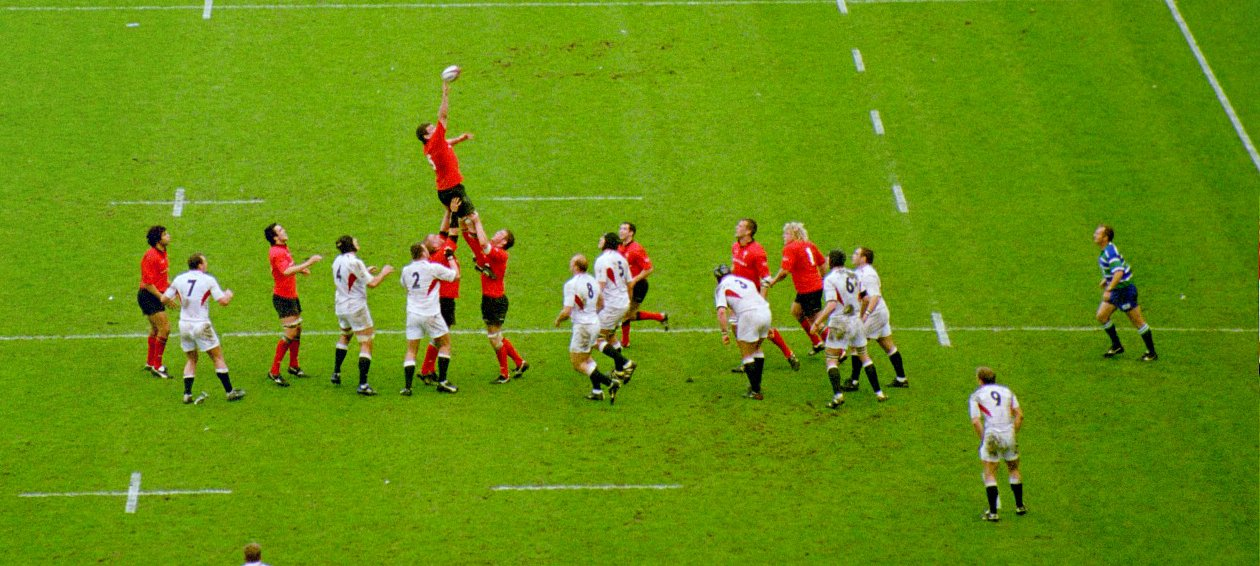
Touche conquistata dal Galles (in rosso) contro l'Inghilterra, durante il Sei Nazioni 2004

La touche (anche detta, in inglese, line-out e in italiano traducibile come rimessa laterale) è un termine tecnico del rugby a 15.
Consiste nella rimessa in gioco della palla dal punto, lungo la linea laterale (o linea di touche, dal francese), in cui la palla era precedentemente uscita; la rimessa spetta alla squadra che non ha causato l'uscita della palla; tranne le eccezioni sotto riportate:
- se la palla esce a meno di cinque metri dalla linea di meta, non importa a opera di quale delle due squadre, l'arbitro assegna una rimessa laterale a cinque metri da detta linea di meta;
- se la palla, a seguito di un calcio, esce dal campo senza toccare terra e il giocatore che l'ha calciata si trova al di fuori della propria area dei 22 metri, essa viene rimessa in gioco all'altezza del punto in cui è stata calciata; la rimessa spetta alla squadra avversaria a quella del giocatore che ha calciato;
- stessa risoluzione si adotta nel caso in cui il calcio avvenga all'interno dell'area dei 22 metri della squadra del calciatore, qualora la palla vi sia stata portata da un compagno di squadra dello stesso e calciata direttamente in touche;
- se il pallone è calciato fuori dal campo dal giocatore di una squadra che usufruisce di un calcio di punizione, il gioco verrà ripreso con una rimessa laterale nel punto in cui è uscita e spetterà ancora alla squadra che ha usufruito di detto calcio di punizione.

I giocatori di mischia (non necessariamente tutti, il numero dei giocatori coinvolti nella touche può variare) di entrambe le squadre si schierano quindi l'una di fronte all'altra a un metro di distanza, perpendicolarmente rispetto alla linea di touche e tra 5 e 15 metri da essa. Il pallone viene lanciato dalla linea di touche tra i due schieramenti da un giocatore (solitamente il tallonatore) della squadra cui spetta la rimessa secondo le regole suindicate).
Il vantaggio nell'essere la squadra che opera la rimessa è dato dal fatto che i giocatori conoscono a che distanza verrà lanciato il pallone tra i due schieramenti. Se con il lancio il pallone supera la distanza di 15 metri, ogni giocatore può prenderne possesso e creare un'azione di gioco e la touche è conclusa; se il pallone non è lanciato con una traiettoria dritta tra i due schieramenti, la squadra che non ha operato la rimessa laterale può decidere di giocare la palla in un'altra touche oppure di giocare la contesa del pallone con una mischia ordinata.
Entrambi gli schieramenti si contendono il possesso di palla, e alcuni giocatori possono sollevare dei loro compagni di squadra (anche se le regole prescrivono che il salto venga solo in parte agevolato, il sollevamento è tollerato).
Un giocatore che salta per recuperare il pallone non può essere placcato fino al suo atterraggio, ed è concesso solo il contatto spalla-spalla; azioni che deliberatamente infrangono questa regola vengono considerate come gioco pericoloso e procurano alla squadra avversaria un calcio di punizione e, molto frequentemente, un'espulsione temporanea nella sin bin al giocatore che ha commesso il fallo.
Se un calcio di punizione viene guadagnato durante una touche che non è ancora terminata, questo viene concesso a 15 metri dalla linea di touche.